# Rutul'skij rajon
Il Rutul'skij rajon (in russo Рутульский район?) è un municipal'nyj rajon della Repubblica autonoma del Daghestan, in Caucaso.